# Dicranomyia (Erostrata) cnephosa
Dicranomyia (Erostrata) cnephosa is een tweevleugelige uit de familie steltmuggen (Limoniidae). De soort komt voor in het Oriëntaals gebied.